# Robbert Schilder
Robbert Schilder (* 18. dubna 1986, Amstelveen, Nizozemsko) je nizozemský fotbalový záložník, který v současnosti působí v klubu FC Twente.

## Klubová kariéra
S profesionální fotbalovou kariérou začal v Ajaxu Amsterdam.

## Reprezentační kariéra
Schilder byl členem Jong Oranje (nizozemský reprezentační výběr do 21 let). 

Zúčastnil se domácího Mistrovství Evropy hráčů do 21 let 2007, kde Nizozemci porazili ve finále Srbsko 4:1 a vyhráli druhý titul v řadě. Nepřipsal si však ani jeden start na turnaji.